# Турсагулов, Даурен Бейсенгазыевич
Даурен Бейсенгазыевич Турсагулов (каз. Дәурен Бейсенғазыұлы Тұрсағұлов) — казахстанский футболист, игрок в мини-футбол, нападающий сборной Казахстана и алматинского «Кайрата». Даурен Турсагулов дебютировал в составе сборной Казахстана 8 апреля 2017 года в Алматы, в отборочном матче чемпионата Европы против сборной Македонии. Даурен является участником чемпионата Европы 2018 года, серебряным призёром студенческого чемпионата мира и полуфиналистом чемпионата мира по футзалу.

## Биография
Родился 16 января 1996 года в городе Аягуз Восточно-Казахстанской области. В школьном возрасте тренировался в спортивной школе по футболу города Аягуз.
Во время учёбы в Алматинском колледже энергетики и электронных технологий начал играть за команду по мини-футболу «Энергоколледж».
В 2018 году стал серебряным призёром чемпионата мира по мини-футболу среди студентов. Выступал в составе мини-футбольной команды Сайран из Астаны. После чемпионата Европы перешёл в команду АФК Кайрат.
Игрок национальной сборной Казахстана по футзалу. В 2021 году занял четвёртое место на чемпионате мира по футзалу (FIFA Futsal World Cup 2021), проходившем в Литве.
Дауреном Турсагуловым интересовались ведущие команды Португалии и Испании. Однако в апреле 2023 года он продлил свой контракт с АФК Кайрат до 2025 года.
В сезоне 2020/21 стал чемпионом страны и обладателем Кубка Казахстана.
Победный гол Турсагулова действующим чемпионам мира португальцам вывел сборную Казахстана в 1/4 финала чемпионата мира 2024 года.

## Образование
Окончил Алматинский колледж энергетики и электроники.